# 黑色方尖碑
沙爾馬那塞爾三世的黑色方尖碑（英語：Black Obelisk of Shalmaneser III）是一座位於伊拉克北部尼姆魯德所發現的一塊巨石，1846年由考古學家奧斯丁·亨利·萊亞德爵士發掘，該方尖碑的起源可以追溯到沙尔马那塞尔三世（公元前858-824年在位）時期，曾作為公共紀念碑豎立於尼姆魯德中央廣場。經保存後，它與白色方尖碑成為亞述帝國僅有兩座完好無損的方尖碑。於大英博物館典藏。
黑色方尖碑透過其碑身的亞述雕塑、浮雕和銘文特徵，推測描繪最早的《聖經》人物——以色列國王耶戶的形象，然而這也引起一些學者的質疑，方尖碑的朝貢則顯示來自各地地區的人民。文字記載還出現「Parsua」一詞，使得該碑成對波斯人最早的記載。

## 發現

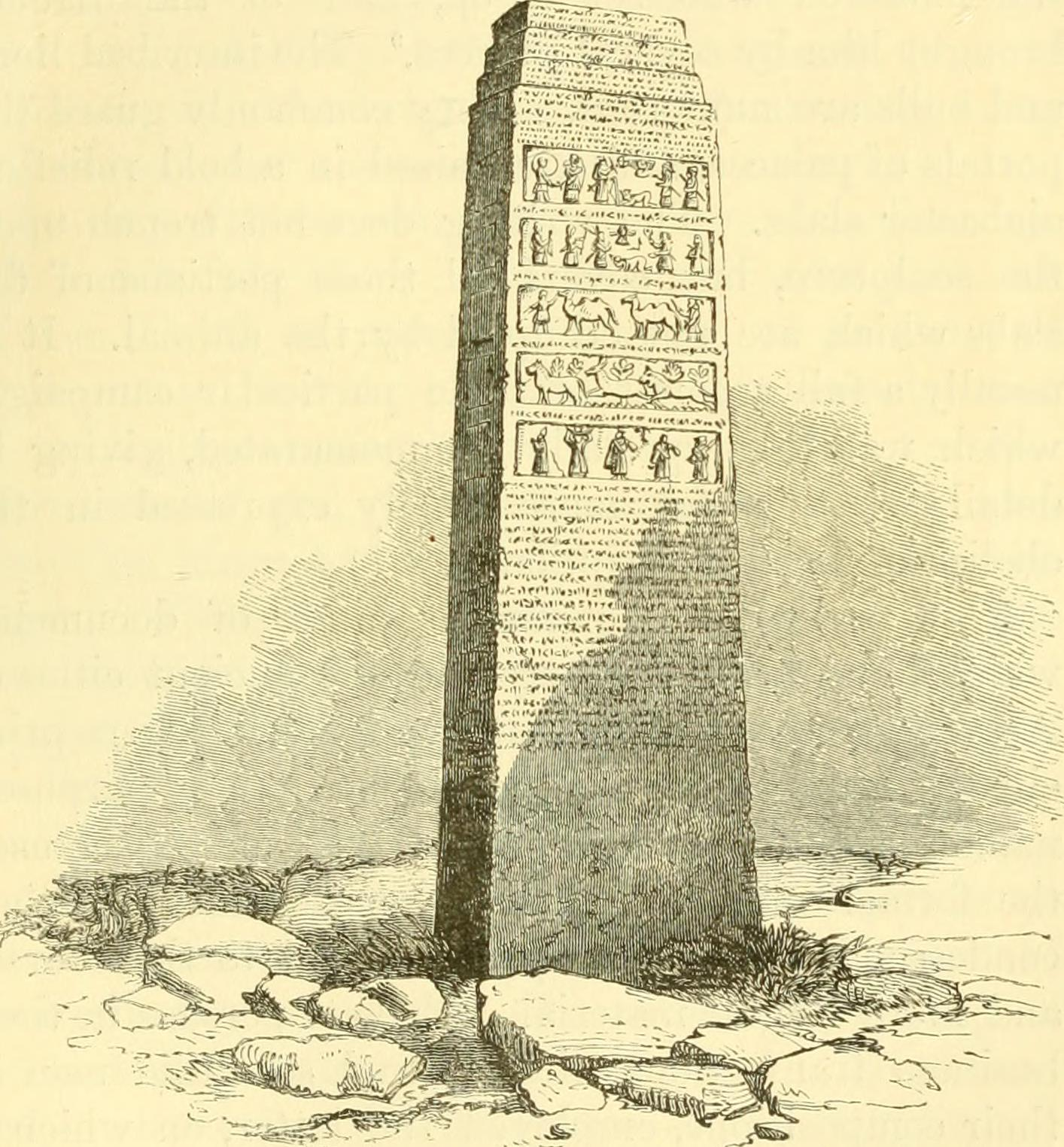
1846年，奧斯丁·亨利·萊亞德在現場所發現的黑色方尖碑

1846年，奧斯丁·亨利·萊亞德代表大英博物館挖掘尼姆魯德進行進一步挖掘時，於尼姆魯德的城堡土墩中間發現了黑色方尖碑。在次年發掘中，霍爾木茲德·拉薩姆於同一地區發現另一座殘破的方尖碑（現稱為「拉薩姆方尖碑」）。
黑色方尖碑隨後通過水牛車和河船從尼姆魯德運往巴格達，經由亨利·C·羅林森研究銘文後運往倫敦，途經孟買。最後於1848年10月到達大英博物館。最初方尖碑以標識號1848-11-4,1註冊，現在的編號則為ME 118885。

## 描繪
黑色方尖碑四周共有二十個浮雕場景，每一面共有五塊，分別描繪五位被征服的國王代表，向亞述國王致敬、鞠躬。從上到下分別為：
- 1：吉爾贊努（位於伊朗西北部）的蘇亞國王
- 2：擊敗暗利的亞華（奧姆里德斯（英语：Omrides）的耶戶國王）
- 3：穆斯利（英语：Musri）（位於伊拉克北部）的一位無名統治者
- 4：蘇希（幼发拉底河上游）的馬杜克-阿皮爾-祖爾國王
- 5：巴丁（土耳其安塔基亞地區）的卡爾帕隆達國王

並在上面刻有關於楔形文字描述。在浮雕頂部底部則有較長的楔形銘文記錄沙尔马那塞尔三世的編年史。列出國王和總司令每年所領導的軍事行動，直到統治的第31年。有些特徵可能表明方尖碑的製作工作是由總司令代揚阿蘇爾所委託。

### 第二記錄冊

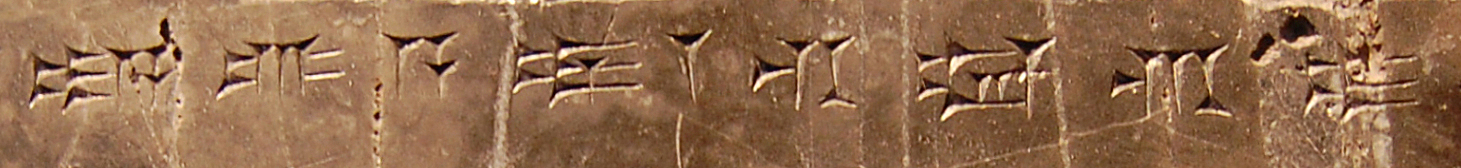
Ia-ú-a mar Hu-um-ri-i (𒅀𒌑𒀀 𒈥 𒄷𒌝𒊑𒄿): 亦為"耶戶，暗利之子。

方尖碑頂部的第二層記錄冊浮雕，被認為是對於以色列人最早的記錄以及最早存在的聖經人物形象。該人物的名字顯示為：mIa-ú-a mar mHu-um-ri-i。東方學家亨利·C·罗林森最初在1850年的著作《關於亞述和巴比倫銘文的銘文》（On the Inscriptions of Assyria and Babylonia）中的原始翻譯為：「第二行的供品據說是亞華（Yahua），胡比里（Hubiri）之子寄出，然而他是一位紀事中沒有提到的王子，因此我們對他的祖國一無所知。」 一年後，牧師愛德華·欣克斯在1851年8月21日的日記中，將其與《聖經》連接在一起：「將方尖碑上描繪的一名俘虜，確認為以色列國王耶戶後，在此點令我感到滿意」。他隨後將自己的理論投稿於文學雜誌《Athenaeum》，以題為《尼姆魯德方尖碑》（Nimrud Obelisk）的文章宣布此主張 。欣克斯的鑑定現是現在聖經及考古學家的普遍視點。
對於「亞華（Yahua）」被識別為「耶戶」的解釋，在當代學界中一直有被質疑的情況
，例如喬治·史密斯，和近年來的小彼得·凱爾·麥卡特和費毅榮 。他們對此提出了疑問，主要是因為耶戶並不屬於奧姆里德斯家族的成員，以及譯寫和時間序列上的問題。也曾提出該銘文描繪的人物可能是另一位國王以色列的約蘭。然而，對於將耶戶啟位後的發展歷史、將名稱從「暗利之子，（Bit-Khumri、奧姆里德斯家族）的亞（Yow）」解讀，以及「兒子」一詞通常表示王國的後代，但在耶戶於史實中殲滅奧姆里德斯家族的情況下，也可指與血統並不相關「滅絕暗利的後代，成為國王的繼任者」，當代的學者普遍接受欣克斯的解釋，即圖中的人物刻畫《聖經》所提及的耶戶。
第二層記錄冊描述了耶戶如何在公元842年前帶著大使團來到亞述朝覲的場景。他切斷了以色列與腓尼基和猶大的聯盟，並成為亞述臣民。場景上方的標題以亞述楔形文字書寫，淺浮雕的圖案描繪耶戶在撒拉瑪尼撒三世面前屈膝，後者站在左中側戴著典型的亞述王冠，身後有兩個沒有鬍鬚的太監，耶戶的正上方是神的象徵。浮雕場景上方的銘文是：

「我收到了暗利的兒子（土地上的人民）Iaua（耶戶）的貢品：銀、金、金碗、金蓋、金器皿、金桶、錫、國王手杖和長矛。」

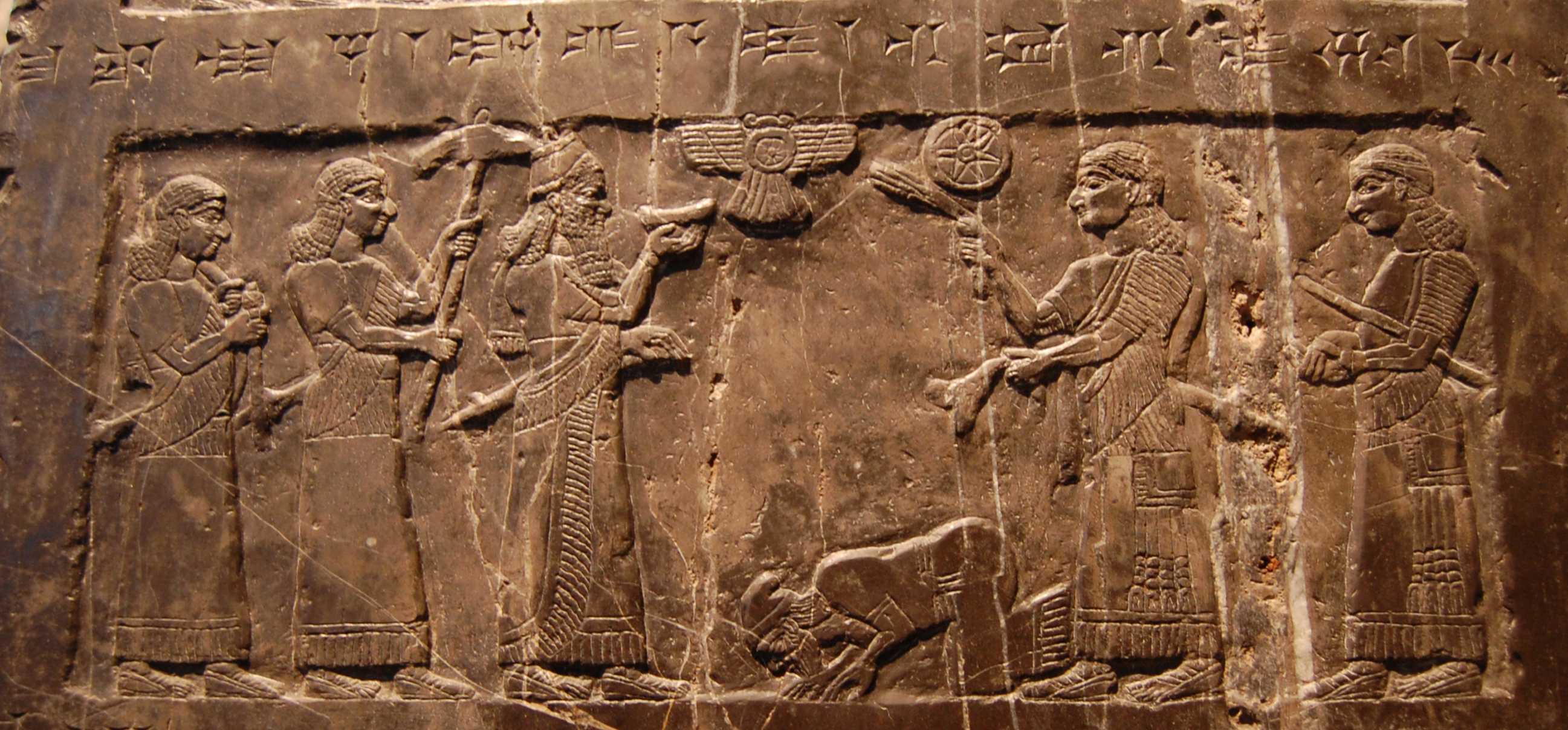
耶戶在沙爾馬那塞爾三世面前鞠躬。[10]這被視為在古代近東藝術中對以色列或猶太君主的唯一描繪。
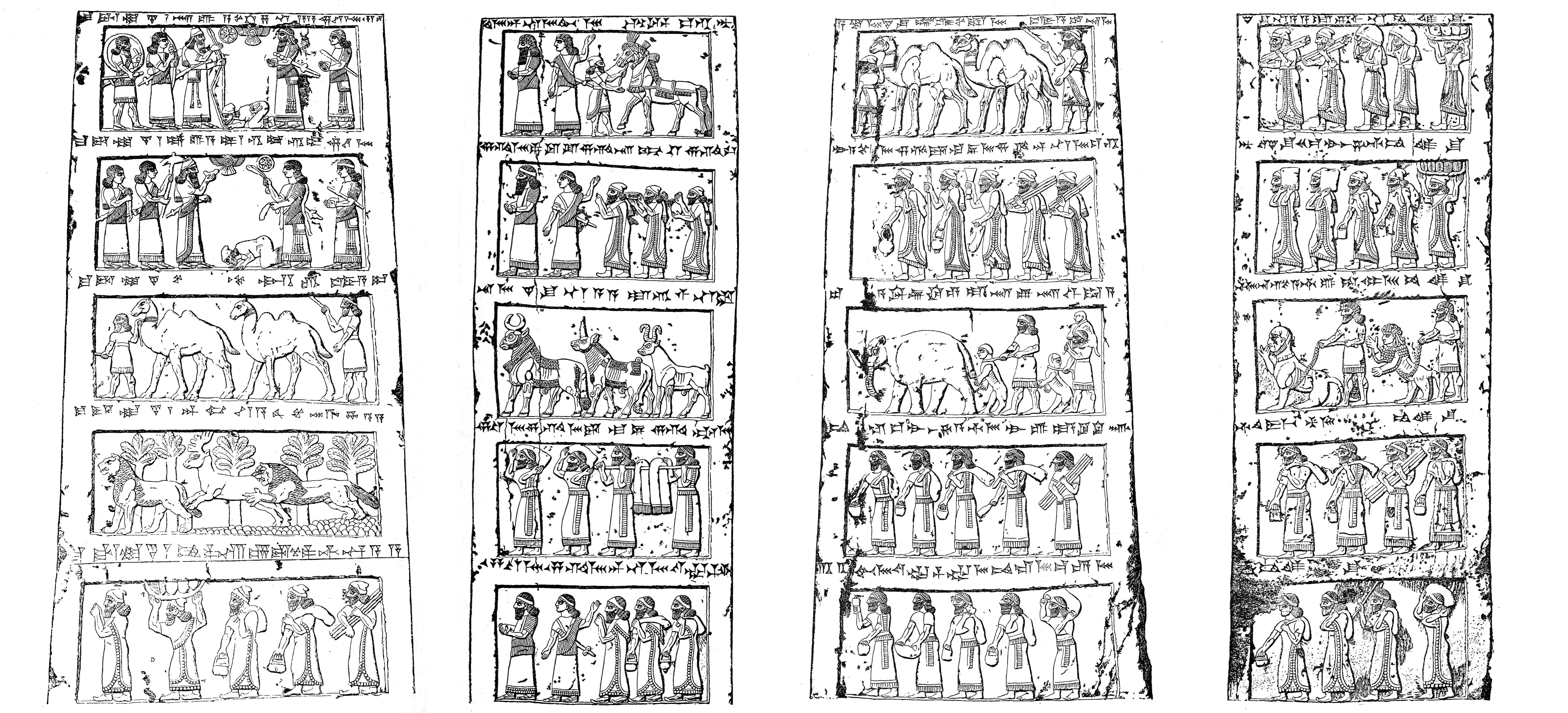
黑色方尖碑的四個浮雕。 第二排浮雕描繪了耶戶與以色列大使團
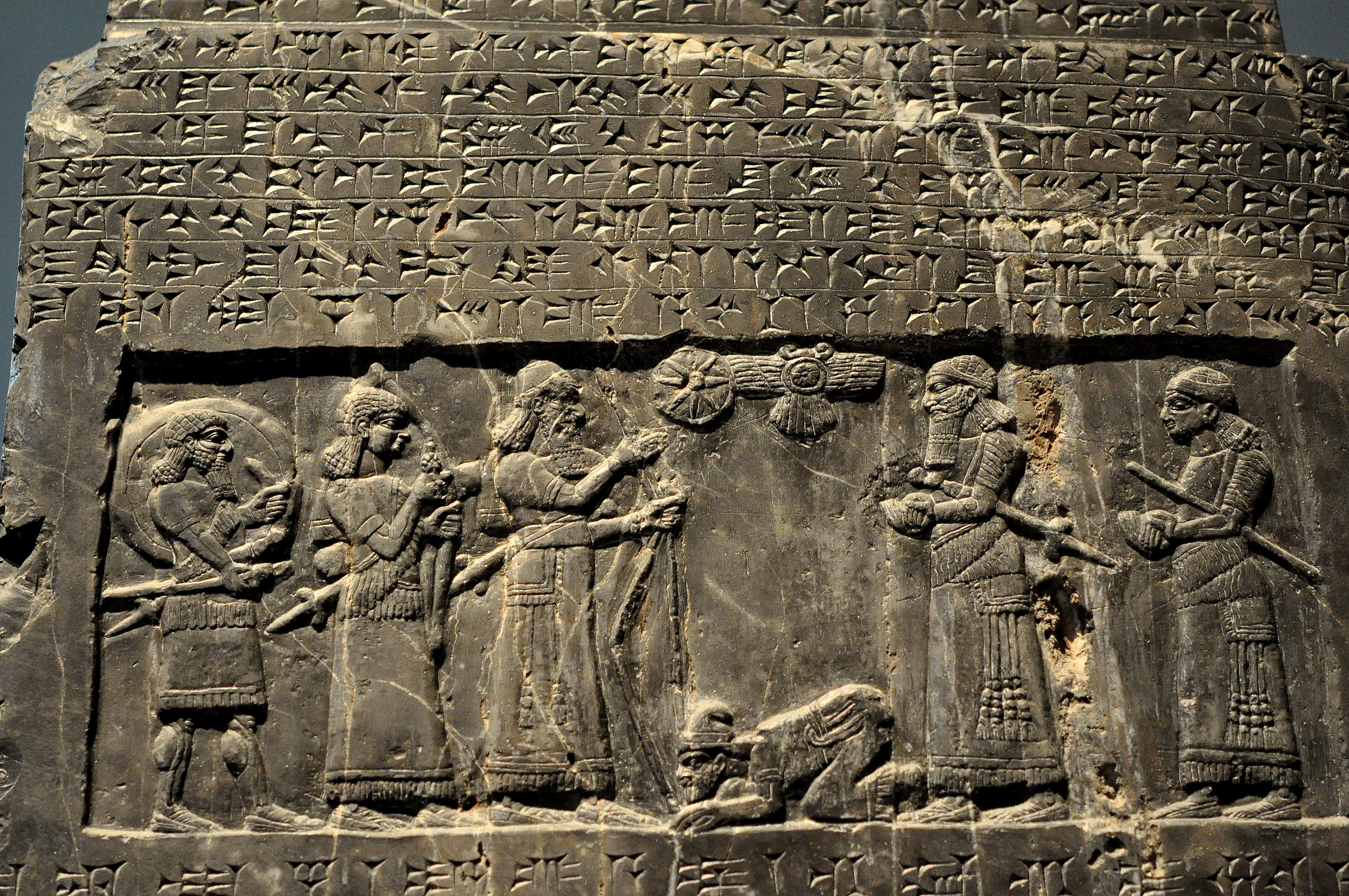
亞述國王沙尔马那塞尔三世收到蘇阿，吉爾薩努國王的進貢。
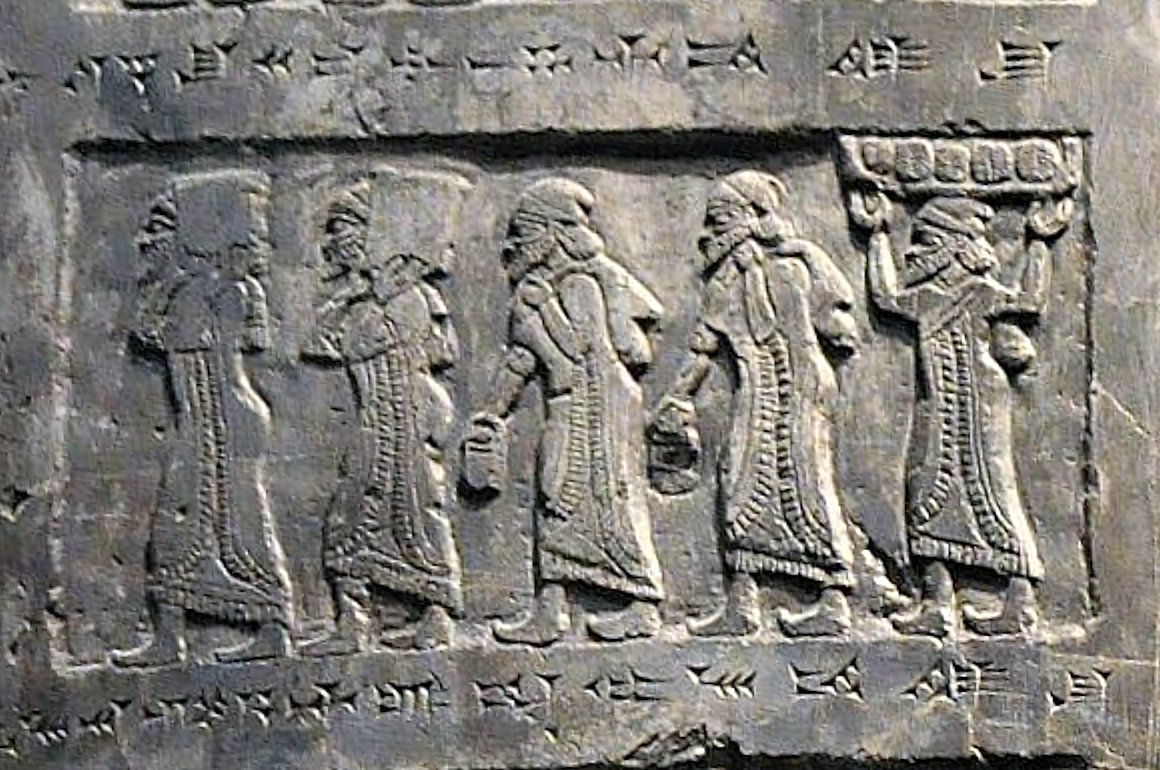
耶戶的以色列代表團成員，他們穿著長達膝蓋的短袖束腰外衣。
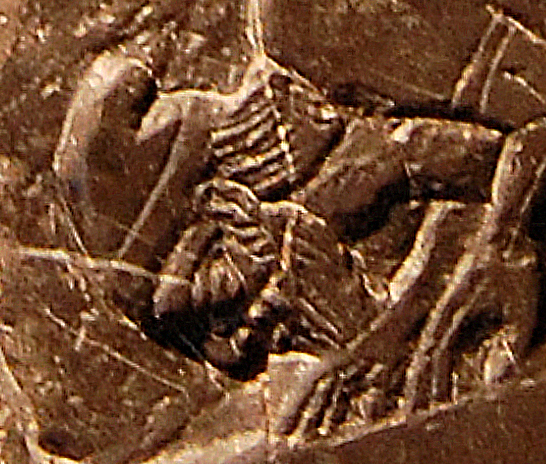
黑色方尖碑上的耶戶近景，手和膝蓋著地，下巴和鬍鬚向著地面。

## 複製品

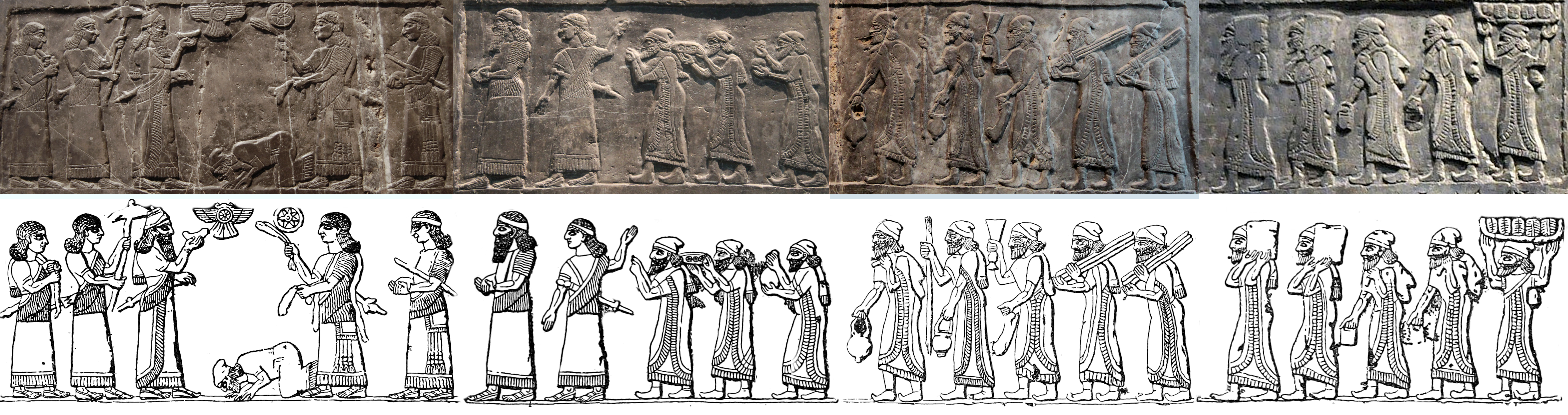
沙爾馬那塞爾三世的以色列大使團，由第二層的四個飾帶組成。黑色方尖碑，公元前841-840年。

黑色方尖碑的複製品可以在美國伊利諾伊州芝加哥的東方研究所、馬薩諸塞州劍橋的哈佛古代近東博物館； 位於華盛頓特區的美國天主教大學的ICOR圖書館； 位於俄勒岡州塞勒姆的科爾班大學普威特-艾倫考古博物館； 位於密歇根州貝林斯普林斯的安得烈大學齊格弗里德·H·霍恩博物館； 賓夕法尼亞州匹茲堡凱爾索近東考古博物館； 新西蘭基督城的坎特伯雷博物館； 丹麥奧豪斯大學古代藝術博物館和荷蘭改革宗神學院圖書館找到。

## 外部連結
- British Museum page on the Black Obelisk （页面存档备份，存于）
- Photo （页面存档备份，存于）; Article （页面存档备份，存于）
- Photo; Article
- Jehu Panel （页面存档备份，存于）; Article （页面存档备份，存于）
- Photos of the four panels of the Black Obelisk dealing with Jehu and his tribute